# اوبروولفاخ
اوبروولفاخ (به آلمانی: Oberwolfach) یک شهر در آلمان است که در ارتناوکرایس واقع شده‌است. اوبروولفاخ ۲٬۷۳۶ نفر جمعیت دارد.

## خواهرخوانده
شهر Still خواهرخواندهٔ اوبروولفاخ هست.